# 浦乃まみ
浦乃 まみ（うらの まみ、9月4日生まれ）は、日本の女性の漫画家。

## 概要
主に成人向け作品を執筆する漫画家。1990年代後半にコミックペンギンクラブ山賊版に作品が毎号掲載され、それらが富士美コミックスから単行本として出版されている。その他複数の出版社でコミックアンソロジーの参加／小説の挿し絵／イラストを担当。加えて同人活動も商業誌デビュー以前から継続しており、2012年現在も公式ウェブサイトで告知を行っている。詳細は外部リンクを参照の事。

## 概歴
浦乃まみ名義で活動を開始したのは、1990年12月23日にリリースされた浦乃まみ初個人誌『TRAP』。この個人誌の題名が後に個人サークル名となり、公式ウェブサイトのタイトルにも使用されている。1994年頃から久保書店のワールドコミックススペシャル「イシュタル」や「美少女同人誌アンソロジー1」などでイラストや同人作品が掲載されるようになり、1995年から雑誌「コミックペンギンクラブ山賊版」で毎号掲載が始まる。1997年1月5日、同誌に掲載された初の半年連載作品と短編作品二本を収録した単行本『姉 DEAR MY SISTER…』が富士美コミックスより出版。その後も『愛撫』（1998年）などの単行本をリリース。2011年に自費出版本 チャリティーイラスト本「Smile/Yell」（2011年、東北地方太平洋沖地震関連）にイラスト寄稿している。

## 作品

### 単行本
- 『姉 Dear My Sister』1997年 ISBN 9784894211902
- 『愛撫 狂った時間』1998年 ISBN 9784894212503
- 『秘密になりたい』1999年 ISBN 9784894213081
- 『義母という名の女』2000年 ISBN 9784894213715
- 『赫い涙』2001年 ISBN 9784894214347
- 『春うらら』2003年 ISBN 9784894215375